# Hertha
Hertha  è un nome proprio di persona tedesco femminile.

## Varianti
- Femminili: Herta[1][2]
  - Ipocoristici: Herthel[2], Hetti[2]

## Origine e diffusione
Deriva da Nerthus, forma latinizzata di Nerþuz, il nome di una dea germanica della fertilità corrispondente al norreno Njörðr; la radice del nome potrebbe trovarsi nel protoindoeuropeo nez, che vuol dire "forte", "vigoroso".
Il cambio della consonante iniziale da "N" ad "H" è dovuta ad un errore di lettura dei testi di Tacito in cui questa dea è citata.

## Onomastico
Il nome è adespota, non essendo portato da alcuna santa patrona; l'onomastico si può festeggiare il 1º novembre, giorno di Ognissanti. 

## Persone

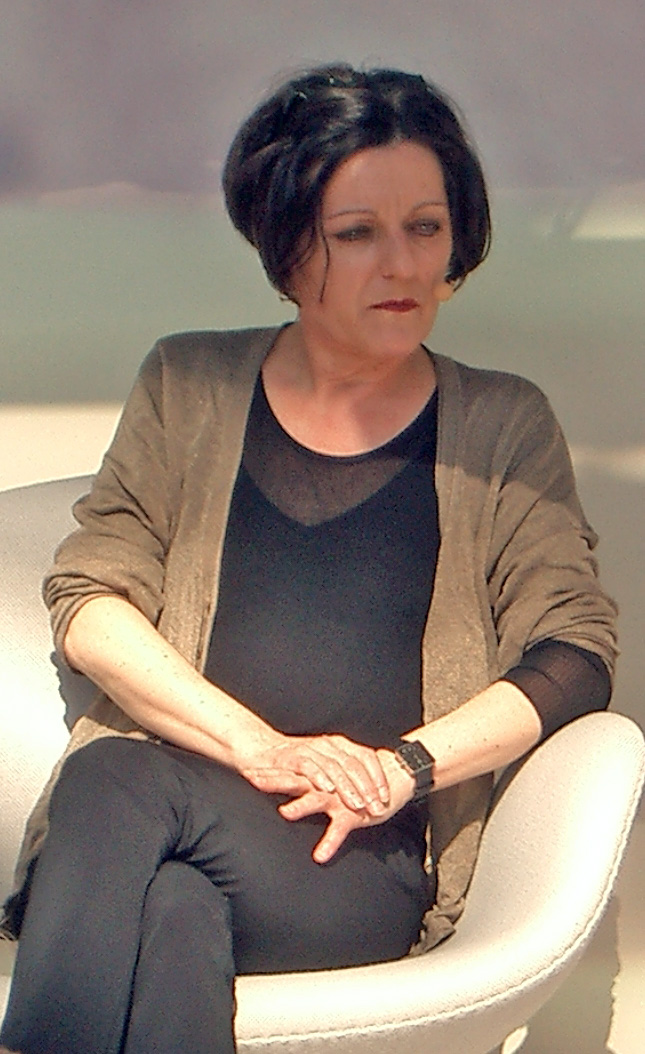
Herta Müller

- Hertha von Hagen, attrice austriaca
- Hertha von Walther, attrice tedesca

### Variante Herta
- Herta Ehlert, militare tedesca
- Herta Gessner, astronoma tedesca
- Herta Heuwer, cuoca e imprenditrice tedesca
- Herta Müller, scrittrice tedesca
- Herta Oberheuser, medico tedesco